# What a Life (film 1939)
What a Life è un film del 1939 diretto da Jay Theodore Reed. La sceneggiatura, firmata da Charles Brackett e da Billy Wilder si basa sull'omonimo lavoro teatrale di Clifford Goldsmith, andato in scena in prima a Broadway il 13 aprile 1938 che aveva tra i suoi interpreti Betty Field e Vaughan Glaser, ambedue interpreti anche del film.

## Trama
Henry Aldrich, giovane studente timido e imbranato, sembra non combinarne neanche una buona, tanto che viene accusato (a torto) di tutte le marachelle più o meno gravi che accadono a scuola. Il vero colpevole è in realtà George Bigelow, il beniamino di tutti i professori i quali non si rendono conto della falsità del ragazzo. Henry, anche se innamorato di Barbara, una compagna di scuola, non ha il coraggio di invitarla al ballo, mentre invece George obbliga la ragazza ad accettarlo come suo cavaliere. Quando però George sbeffeggia Henry, Barbara cambia idea e decide di farsi accompagnare proprio da Henry. Questi, per potere partecipare al ballo con il permesso di sua madre, imbroglia a un test scolastico: scoperto, viene espulso. Viene anche accusato di avere rubato gli strumenti musicali della banda della scuola, quando invece George, il vero ladro, li ha presi e venduti per potersi pagare lo smoking che gli serve per la serata. Alla fine, raccolte le prove della sua innocenza, Henry avrà uno scontro sulla pista da ballo con il suo rivale, riuscendo non solo a dimostrare la doppiezza di George ma anche a ballare finalmente con Barbara.

## Produzione
Il film fu prodotto dalla Paramount Pictures usando per il sonoro il sistema mono Western Electric Mirrophonic Recording.

## Distribuzione
Distribuito dalla Paramount Pictures, il film uscì nelle sale statunitensi il 6 ottobre 1939.

## La serie della famiglia Aldrich
Secondo la recensione di Variety, la commedia di Clifford Goldsmith ha lanciato una serie radiofonica basata sulla famiglia Aldrich che venne ripresa dalla Paramount con alcuni film (prodotti dal 1941 al 1944) con protagonista il personaggio di Henry Aldrich dapprima interpretato da Jackie Cooper e, in seguito, rimpiazzato da Jimmy Lydon.